# Natação no Campeonato Europeu de Esportes Aquáticos de 2014 - 4x100 m medley misto
A prova do revezamento 4x100 metros medley misto da natação no Campeonato Europeu de Esportes Aquáticos de 2014 ocorreu no dia 19 de agosto em Berlim, na Alemanha. 

## Calendário
| Fase          | Data         | Hora  |
| ------------- | ------------ | ----- |
| Eliminatórias | 19 de agosto | 10:38 |
| Final         | 19 de agosto | 19:31 |

Todos os horários estão no horário local (UTC+1)

## Medalhistas
| Ouro                                                                             | Prata | Bronze                                                                                 |
| Reino Unido · Chris Walker-Hebborn · Adam Peaty · Jemma Lowe · Francesca Halsall | Países Baixos · Bastiaan Lijesen · Bram Dekker · Inge Dekker · Femke Heemskerk · Wendy van der Zanden · Ilse Kraaijeveld | Rússia · Vladimir Mozorov · Vitalina Simonova · Viacheslav Prudnikov · Veronika Popova |

## Resultados

### Eliminatórias
Esses foram os resultados das eliminatórias. 
| Pos. | Bateria | Raia | Nacionalidade | Nadadores                                                          | Tempo   | Notas |
| ---- | ------- | ---- | ------------- | ------------------------------------------------------------------ | ------- | ----- |
| 1    | 1       | 4    | Itália        | Christopher Ciccarese Andrea Toniato Ilaria Bianchi Chiara Masini  | 3:48.57 | Q,    |
| 2    | 1       | 2    | Reino Unido   | Georgia Davies Ross Murdoch Adam Barrett Rebecca Turner            | 3:48.82 | Q     |
| 3    | 2       | 4    | Alemanha      | Lisa Graf Hendrik Feldwehr Alexandra Wenk Steffen Deibler          | 3:49.46 | Q     |
| 4    | 2       | 3    | Rússia        | Nikita Ulyanov Grigory Falko Svetlana Chimorova Elizaveta Bazarova | 3:51.94 | Q     |
| 5    | 2       | 6    | Países Baixos | Bastiaan Lijesen Bram Dekker Wendy van der Zanden Ilse Kraaijeveld | 3:53.47 | Q     |
| 6    | 2       | 2    | Eslováquia    | Karin Tomeckova Tomas Klobucnik Katarina Listopadova Michal Nivara | 3:54.19 | Q     |
| 7    | 2       | 5    | Finlândia     | Mimosa Jallow Matti Mattson Tanja Kylliaeinen Ari-Pekka Liukkonen  | 3:55.45 | Q     |
| 8    | 1       | 3    | Áustria       | Jördis Steinegger Lisa Zaiser Filip Milcevic Martin Spitzer        | 3:57.15 | Q     |
| 9    | 1       | 5    | Turquia       | Doruk Tekin Gizem Bozkurt Ezgi Yazici Baskalov Iskender            | 4:00.75 |       |
| —    | 1       | 6    | Chéquia       |                                                                    |         | DNS   |
| —    | 2       | 7    | França        |                                                                    |         | DNS   |

### Final
Esse foi o resultado da final. 
| Pos.              | Raia | Nacionalidade | Nadadores                                                                                                  | Tempo   | Notas |
| ----------------- | ---- | ------------- | --- | ------- | ----- |
| Medalha de ouro   | 5    | Reino Unido   | Chris Walker-Hebborn (53.68) Adam Peaty (59.30) Jemma Lowe (57.51) Francesca Halsall (53.53)               | 3:44.02 | ,     |
| Medalha de prata  | 2    | Países Baixos | Bastiaan Lijesen (55.19) Bram Dekker (1:01.66) Inge Dekker (56.81) Femke Heemskerk (52.27)                 | 3:45.93 |       |
| Medalha de bronze | 6    | Rússia        | Vladimir Morozov (53.81) Vitalina Simonova (1:07.33) Viatcheslav Prudnikov (52.58) Veronika Popova (53.62) | 3:47.34 |       |
| 4                 | 3    | Alemanha      | Jenny Mensing (1:01.87) Marco Koch (59.14) Alexandra Wenk (58.64) Steffen Deibler (47.96)                  | 3:47.61 |       |
| 5                 | 4    | Itália        | Luca Mencarini (54.58) Mattia Pesce (1:00.43) Elena di Liddo (58.93) Federica Pellegrini (54.29)           | 3:48.23 |       |
| 6                 | 7    | Eslováquia    | Karin Tomeckova (1:04.41) Tomas Klobucnik (1:00.83) Katarina Listopadova (58.45) Michal Navara (50.80)     | 3:54.49 |       |
| 7                 | 1    | Finlândia     | Mimosa Jallow (1:02.25) Eetu Karvonen (1:02.11) Tanja Kylliaeinen (1:00.73) Ari-Pekka Liukkonen (49.63)    | 3:54.72 |       |
| 8                 | 8    | Áustria       | Joerdis Steinegger (1:03.40) Lisa Zaiser (1:09.39) Filip Milcevic (54.18) Martin Spitzer (51.46)           | 3:58.43 |       |

Legenda
| Recorde mundial       | Recorde mundial (World record)               |                       | Recorde africano                      | Recorde africano (African) |                                           | Q | Classificado por posição (Qualified) |
| Recorde do campeonato | Recorde do campeonato (Championship record)  | Recorde da América    | Recorde da América (Americas)         | q                          | Classificado por melhor tempo (Qualified) |   |                                      |
| Melhor marca do ano   | Melhor marca do ano (World leading)          | Recorde asiático      | Recorde asiático (Asian)              | DNS                        | Não largou (Did not start)                |   |                                      |
| Recorde nacional      | Recorde nacional (National record)           | Recorde europeu       | Recorde europeu (European)            | DNF                        | Não terminou (Did not finish)             |   |                                      |
| Recorde pessoal       | Recorde pessoal do atleta (Personal best)    | Recorde da Oceania    | Recorde da Oceania (Oceania)          | DSQ / DQ                   | Desclassificado (Disqualified)            |   |                                      |
| Recorde da temporada  | Recorde da temporada do atleta (Season best) | Recorde sul-americano | Recorde sul-americano (South America) | NM                         | Sem marca (No mark)                       |   |                                      |